# Arimanes Rupes
Arimanes Rupes és una formació geològica de tipus rupes a la superfície de Mart, localitzada amb el sistema de coordenades planetocèntriques a -8.31 latitud N i 212.85 ° longitud E, que fa 192.67 km de diàmetre. El nom va ser aprovat per la UAI l'any 1985 i fa referència a una característica d'albedo que pren el nom de la deitat persa de la maldat.